# Donne (rivière)
Pour les articles homonymes, voir Donne (homonymie).
La rivière Donne  (en anglais : Donne River) est un cours d’eau de la région du Southland dans l’île du Sud de la Nouvelle-Zélande.

## Géographie
Elle prend naissance dans la chaîne des Darran (en), et s’écoule vers le sud-ouest pour rejoindre le fleuve Cleddau. 
La route State Highway 94/S H 94 (en) traverse la rivière Donne juste avant qu’elle n’atteigne la ville de Cleddau.
La rivière fut dénommée par W. G. Grave en 1907 d’après Thomas Edward Donne (en), le manager général du département du Tourisme.